# Подтягивания
Подтягивания — базовое физическое упражнение, развивающее группы мышц верхней части тела: широчайшую, бицепсы, брахиалис, предплечья. Выполняется в висе (без опоры или с опорой ногами, или зацепом ногами, или с резиновым жгутом). Представляет собой поднятие и опускание тела с помощью рук.
Упражнение «подтягивание» входило в программу испытаний на получение значка «ГТО» 1931 года. В 1939 году испытания «лазание по канату» и «подтягивание» были исключены из комплекса ГТО. После признания прикладной значимости этих испытаний, их вновь включили в состав комплекса ГТО в апреле 1941 года, - в ГТО I вернули подтягивание, а в ГТО II — лазание по канату.

## Техника выполнения
Вися на неподвижной перекладине нужно постараться подтянуть своё тело вверх (до касания грудью или подбородком) перекладины.

### Разновидности подтягиваний
| Пример                                 | Разновидности подтягиваний |
| -------------------------------------- | --- |
| A standard pull-up                     | Обычные Хват на ширине плеч. Ноги ровные, слегка выдвинуты вперёд. Руки подтягивают вверх, чтобы подняться выше подбородка и коснуться перекладины верхней частью груди. Тело опускают вниз, в нижней точке полностью выпрямляют руки.                                                                   |
| Animation of a weighted pull-up        | С дополнительным весом Дополнительный вес вешается на специальный пояс к которому цепляется гиря или диск штанги или надевают специальный жилет с карманами, которые наполняют песком. Начинающие могут надевать обычный рюкзак с кирпичом или чем-либо другим, что придаёт вес.                         |
| Animation of a behind-the-neck pull-up | Подтягивания за голову При неправильной технике можно нанести себе повреждения. Разновидность подтягиваний требует высокой подвижности плечевых суставов во избежание травм. |
| Animation of a one arm pull-up         | На одной руке Подтягивания с помощью только одной руки. Требуется высокий уровень физической подготовки, так как всю массу человека нужно подтянуть с помощью одной руки, нагрузка на неё в 2 раз больше, чем при обычном подтягивании. Без серьёзной подготовки можно травмировать мышцы или сухожилия. |
| Animation of a muscle-up               | Выход силой (выход на две) — это подтягивание, в котором вместо остановки при поднятии головы над турником выше подбородка продолжается движение до полного распрямления рук и поднятия тела над перекладиной. Также, это одно из основных упражнений воркаута.                                          |
|                                        | Опираясь ногами о пол Лёжа на полу, взявшись за перекладину, подтянуться (опираясь ногами о пол). |

## Плюсы и минусы

### Плюсы
- Воздействие на широчайшую мышцу спины
- Оздоровление позвоночника
- Укрепление связок рук

### Минусы
- Необходим объект (перекладина, брусья, ветка дерева, край стола)

## Рекорды
- Мировой рекорд по безостановочному подтягиванию (651 раз) был установлен Кентой Адачи из Японии[2].
- Мировой рекорд подтягивания на одной руке (22 раза) принадлежит с 3 декабря 1982 года канадцу Роберту Чиснеллу, о чём есть запись в книге рекорда Гиннесса 1984 года[3]. Поиск этого рекорда также доступен после регистрации на сайте книги рекордов Гиннесса. Сам Роберт в то время был инструктором по скалолазанию, а в данный момент он — научный сотрудник и эксперт по узлам в уголовных делах.
- Наибольшее количество подтягиваний за минуту (74 раза) совершил китаец Хун Чжунтао (Hong Zhongtao) 30 октября 2020[4].
- Наибольшее количество подтягиваний за один час (993 раза) совершил британец Стивен Хайленд (Stephen Hyland) 16 ноября 2011[5].
- Наибольшее количество подтягиваний за час среди женщин (725 раз) совершила австралийка Ева Кларк в 2016 году[6][7].
- Наибольшее количество подтягиваний за 6 часов (4098 раз) было сделано россиянином Павлом Шелковниковым 22 марта 2021 года в городе Красноярск (Россия)[8].
- Наибольшее количество подтягиваний за 12 часов (5742 раз) совершены Эндрю Шапиро[9].
- Наибольшее количество подтягиваний за 12 часов среди женщин (2740 раз) сделала Ева Кларк в 2016 году[6][7].
- Наибольшее количество подтягиваний за 24 часа (7715 раз) выполнил Брэндон Такер[10].
- Наибольшее количество силовых выходов за 1 подход (32 раза) выполнил Максим Трухоновец (Беларусь) 30 декабря 2021[11].